# Campeonato Mundial de Natação em Piscina Curta de 2014 - 50 m peito feminino
A prova dos 50 metros nado peito feminino do Campeonato Mundial de Natação em Piscina Curta de 2014 foi disputado entre 3 e 4 de dezembro no Centro Aquático Aspire Sports Complex em Doha.

## Recordes
Antes desta competição, os recordes mundiais e do campeonato nesta prova eram os seguintes:
|    | Nome           | Nacionalidade  | Tempo | Local    | Data                   |
| -- | -------------- | -------------- | ----- | -------- | ---------------------- |
| WR | Jessica Hardy  | Estados Unidos | 28.80 | Berlim   | 15 de novembro de 2009 |
| CR | Rūta Meilutytė | Lituânia       | 29.44 | Istanbul | 13 de dezembro de 2012 |

Os seguintes recordes foram estabelecidos durante a competição: 
| Data           | Prova     | Nome           | Nacionalidade | Tempo | Recorde |
| -------------- | --------- | -------------- | ------------- | ----- | ------- |
| 12 de dezembro | Semifinal | Rūta Meilutytė | Lituânia      | 28.81 | CR      |

## Medalhistas
| Ouro                 | Prata               | Bronze               |
| Rūta Meilutytė (LTU) | Alia Atkinson (JAM) | Moniek Nijhuis (NED) |

## Resultados

### Eliminatórias
As eliminatórias ocorreram dia 3 de dezembro.
| Colocação | Bateria | Raia | Nome                      | Nacionalidade      | Tempo | Notas |
| --------- | ------- | ---- | ------------------------- | ------------------ | ----- | ----- |
| 1         | 7       | 4    | Alia Atkinson             | Jamaica            | 29.48 | Q     |
| 2         | 5       | 4    | Moniek Nijhuis            | Países Baixos      | 29.62 | Q     |
| 3         | 6       | 4    | Rūta Meilutytė            | Lituânia           | 29.72 | Q     |
| 4         | 5       | 5    | Leiston Pickett           | Austrália          | 29.96 | Q     |
| 5         | 6       | 3    | Sally Hunter              | Austrália          | 30.06 | Q     |
| 6         | 6       | 7    | Fanny Lecluyse            | Bélgica            | 30.13 | Q     |
| 7         | 4       | 3    | Emma Reaney               | Estados Unidos     | 30.20 | Q     |
| 8         | 5       | 3    | Valentina Artemyeva       | Rússia             | 30.22 | Q     |
| 9         | 7       | 5    | Jennie Johansson          | Suécia             | 30.43 | Q     |
| 10        | 7       | 7    | Jenna Laukkanen           | Finlândia          | 30.54 | Q     |
| 11        | 6       | 9    | Sophie Taylor             | Reino Unido        | 30.57 | Q     |
| 12        | 6       | 5    | Rikke Møller Pedersen     | Dinamarca          | 30.64 | Q     |
| 13        | 5       | 6    | Suo Ran                   | China              | 30.66 | Q     |
| 14        | 6       | 6    | Amit Ivry                 | Israel             | 30.68 | Q     |
| 15        | 6       | 2    | Tera van Beilen           | Canadá             | 30.71 | Q     |
| 16        | 7       | 3    | Satomi Suzuki             | Japão              | 30.72 | Q     |
| 17        | 5       | 7    | Hanna Dzerkal             | Ucrânia            | 30.77 |       |
| 18        | 5       | 8    | Mariya Liver              | Ucrânia            | 30.78 |       |
| 19        | 7       | 2    | Hrafnhildur Lúthersdóttir | Islândia           | 30.79 |       |
| 20        | 5       | 2    | Petra Chocová             | Chéquia            | 30.87 |       |
| 21        | 5       | 1    | Kanako Watanabe           | Japão              | 30.91 |       |
| 21        | 7       | 6    | He Yun                    | China              | 30.91 |       |
| 23        | 6       | 8    | Ana Carla Carvalho        | Brasil             | 30.94 |       |
| 24        | 7       | 1    | Mariia Astashkina         | Rússia             | 30.98 |       |
| 25        | 5       | 9    | Lisa Zaiser               | Áustria            | 31.00 |       |
| 26        | 7       | 0    | Viktoria Güneş            | Turquia            | 31.12 |       |
| 27        | 7       | 8    | Natalie Coughlin          | Estados Unidos     | 31.16 |       |
| 28        | 4       | 5    | Birgit Koschischek        | Áustria            | 31.18 |       |
| 28        | 7       | 9    | Tjaša Vozel               | Eslovênia          | 31.18 |       |
| 30        | 5       | 0    | Jèssica Vall Montero      | Espanha            | 31.28 |       |
| 31        | 1       | 8    | Kierra Smith              | Canadá             | 31.35 |       |
| 32        | 4       | 9    | Hanna-Maria Seppälä       | Finlândia          | 31.39 |       |
| 33        | 4       | 2    | Gülşen Samancı            | Turquia            | 31.52 |       |
| 33        | 6       | 0    | Arianna Castiglioni       | Itália             | 31.52 |       |
| 35        | 4       | 4    | Julia Sebastian           | Argentina          | 31.64 |       |
| 36        | 1       | 1    | Svetlana Khokhlova        | Bielorrússia       | 31.71 |       |
| 37        | 4       | 7    | Tatjana Schoenmaker       | África do Sul      | 31.79 |       |
| 38        | 3       | 4    | Hannah Miley              | Reino Unido        | 31.84 |       |
| 39        | 4       | 8    | Tatiana Chişca            | Moldávia           | 31.96 |       |
| 40        | 3       | 5    | Emily Visagie             | África do Sul      | 32.01 |       |
| 41        | 3       | 3    | Fanni Gyurinovics         | Hungria            | 32.02 |       |
| 42        | 4       | 0    | Karleen Kersa             | Estónia            | 32.03 |       |
| 43        | 6       | 1    | Amira Kouza               | Argélia            | 32.38 |       |
| 44        | 3       | 7    | Jenjira Srisa-Ard         | Tailândia          | 32.47 |       |
| 45        | 4       | 6    | Dariya Talanova           | Quirguistão        | 32.61 |       |
| 46        | 3       | 6    | Daniela Lindemeier        | Namíbia            | 33.18 |       |
| 47        | 3       | 2    | Chade Nersicio            | Curaçau            | 33.78 |       |
| 48        | 3       | 1    | Savannah Tkatchenko       | Papua-Nova Guiné   | 34.25 |       |
| 49        | 2       | 3    | Matelita Buadromo         | Fiji               | 34.50 |       |
| 50        | 3       | 9    | Oreoluwa Cherebin         | Granada            | 34.53 |       |
| 51        | 3       | 0    | Rachael Tonjor            | Nigéria            | 35.36 |       |
| 52        | 2       | 6    | San Su Moe Theint         | Myanmar            | 35.55 |       |
| 53        | 2       | 4    | Tegan McCarthy            | Papua-Nova Guiné   | 35.73 |       |
| 54        | 3       | 8    | Lianna Swan               | Paquistão          | 36.03 |       |
| 55        | 2       | 2    | Bonita Imsirovic          | Botswana           | 36.49 |       |
| 56        | 2       | 1    | Angelika Ouedraogo        | Burquina Fasso     | 38.11 |       |
| 57        | 1       | 6    | Niharika Tuladhar         | Nepal              | 38.56 |       |
| 58        | 2       | 7    | Maria Marzocchi           | Seicheles          | 38.66 |       |
| 59        | 2       | 9    | Angela Kendrick           | Ilhas Marshall     | 39.95 |       |
| 60        | 2       | 8    | Annie Hepler              | Ilhas Marshall     | 39.96 |       |
| 61        | 1       | 4    | Jamila Sanmoogan          | Guiana             | 40.27 |       |
| 62        | 4       | 1    | Anisha Payet              | Seicheles          | 44.46 |       |
| 63        | 1       | 2    | Sogbadji Charmel          | Benim              | 44.52 |       |
| 64        | 1       | 5    | Ramata Coulibaly          | Mali               | 47.77 |       |
| —         | 1       | 3    | Christelle Moboutou       | República do Congo |       | DNS   |
| —         | 1       | 7    | Essolizam Awizoba         | Togo               |       | DNS   |
| —         | 2       | 5    | Kokoe Ahyee               | Costa do Marfim    |       | DNS   |
| —         | 2       | 0    | Joyce Rudaseswa           | Ruanda             |       | DSQ   |

### Semifinal
A semifinal  ocorreu dia 3 de dezembro. 

#### Semifinal 1
| Colocação | Raio | Nome                  | Nacionalidade | Tempo | Notas |
| --------- | ---- | --------------------- | ------------- | ----- | ----- |
| 1         | 4    | Moniek Nijhuis        | Países Baixos | 29.69 | Q     |
| 2         | 5    | Leiston Pickett       | Austrália     | 29.79 | Q     |
| 3         | 6    | Valentina Artemyeva   | Rússia        | 30.31 | Q     |
| 4         | 3    | Fanny Lecluyse        | Bélgica       | 30.33 |       |
| 5         | 7    | Rikke Møller Pedersen | Dinamarca     | 30.42 |       |
| 6         | 8    | Satomi Suzuki         | Japão         | 30.55 |       |
| 7         | 2    | Jenna Laukkanen       | Finlândia     | 30.67 |       |
| 8         | 1    | Amit Ivry             | Israel        | 30.91 |       |

#### Semifinal 2
| Colocação | Raio | Nome             | Nacionalidade  | Tempo | Notas     |
| --------- | ---- | ---------------- | -------------- | ----- | --------- |
| 1         | 5    | Rūta Meilutytė   | Lituânia       | 28.81 | Q, CR, ER |
| 2         | 4    | Alia Atkinson    | Jamaica        | 28.99 | Q         |
| 3         | 2    | Jennie Johansson | Suécia         | 30.08 | Q         |
| 3         | 3    | Sally Hunter     | Austrália      | 30.08 | Q         |
| 5         | 6    | Emma Reaney      | Estados Unidos | 30.32 | Q         |
| 6         | 7    | Sophie Taylor    | Reino Unido    | 30.46 |           |
| 7         | 1    | Suo Ran          | China          | 30.71 |           |
| 8         | 8    | Tera van Beilen  | Canadá         | 31.03 |           |

### Final
A final teve sua disputa realizada em 4 de dezembro. 
| Colocação         | Raia | Nome                | Nacionalidade  | Tempo | Notas |
| ----------------- | ---- | ------------------- | -------------- | ----- | ----- |
| Medalha de ouro   | 4    | Rūta Meilutytė      | Lituânia       | 28.84 |       |
| Medalha de prata  | 5    | Alia Atkinson       | Jamaica        | 28.91 |       |
| Medalha de bronze | 3    | Moniek Nijhuis      | Países Baixos  | 29.64 |       |
| 4                 | 6    | Leiston Pickett     | Austrália      | 29.83 |       |
| 5                 | 2    | Jennie Johansson    | Suécia         | 29.99 |       |
| 6                 | 8    | Emma Reaney         | Estados Unidos | 30.05 |       |
| 7                 | 7    | Sally Hunter        | Austrália      | 30.22 |       |
| 8                 | 1    | Valentina Artemyeva | Rússia         | 30.37 |       |

Legenda
| Recorde mundial       | Recorde mundial (World record)               |                       | Recorde africano                      | Recorde africano (African) |                                           | Q | Classificado por posição (Qualified) |
| Recorde do campeonato | Recorde do campeonato (Championship record)  | Recorde da América    | Recorde da América (Americas)         | q                          | Classificado por melhor tempo (Qualified) |   |                                      |
| Melhor marca do ano   | Melhor marca do ano (World leading)          | Recorde asiático      | Recorde asiático (Asian)              | DNS                        | Não largou (Did not start)                |   |                                      |
| Recorde nacional      | Recorde nacional (National record)           | Recorde europeu       | Recorde europeu (European)            | DNF                        | Não terminou (Did not finish)             |   |                                      |
| Recorde pessoal       | Recorde pessoal do atleta (Personal best)    | Recorde da Oceania    | Recorde da Oceania (Oceania)          | DSQ / DQ                   | Desclassificado (Disqualified)            |   |                                      |
| Recorde da temporada  | Recorde da temporada do atleta (Season best) | Recorde sul-americano | Recorde sul-americano (South America) | NM                         | Sem marca (No mark)                       |   |                                      |